# Paullina
Paullina és una població dels Estats Units a l'estat d'Iowa. Segons el cens del 2000 tenia 1.124 habitants.

## Demografia
Segons el cens del 2000, Paullina tenia 1.124 habitants, 508 habitatges, i 322 famílies. La densitat de població era de 789,1 habitants/km².
Dels 508 habitatges en un 21,9% hi vivien nens de menys de 18 anys, en un 55,7% hi vivien parelles casades, en un 5,7% dones solteres, i en un 36,6% no eren unitats familiars. En el 34,4% dels habitatges hi vivien persones soles el 21,5% de les quals corresponia a persones de 65 anys o més que vivien soles. El nombre mitjà de persones vivint en cada habitatge era de 2,14 i el nombre mitjà de persones que vivien en cada família era de 2,73.
Per edats la població es repartia de la següent manera: un 19,9% tenia menys de 18 anys, un 6,4% entre 18 i 24, un 19,3% entre 25 i 44, un 23,4% de 45 a 60 i un 31% 65 anys o més.
L'edat mediana era de 48 anys. Per cada 100 dones de 18 o més anys hi havia 80,4 homes.
La renda mediana per habitatge era de 32.188 $ i la renda mediana per família de 42.569 $. Els homes tenien una renda mediana de 29.293 $ mentre que les dones 20.833 $. La renda per capita de la població era de 17.644 $. Entorn del 5,1% de les famílies i el 9,1% de la població estaven per davall del llindar de pobresa.

## Poblacions més properes
El següent diagrama mostra les poblacions més properes.